# 远藤爱
远藤爱（日语：／ Endō Mana，1971年2月6日—），日本女子网球运动员。她曾获得1994年亚洲运动会网球比赛女子团体金牌和女子双打铜牌。她也曾参加1992年夏季奥运会。